# Jay Thomas (Schauspieler)

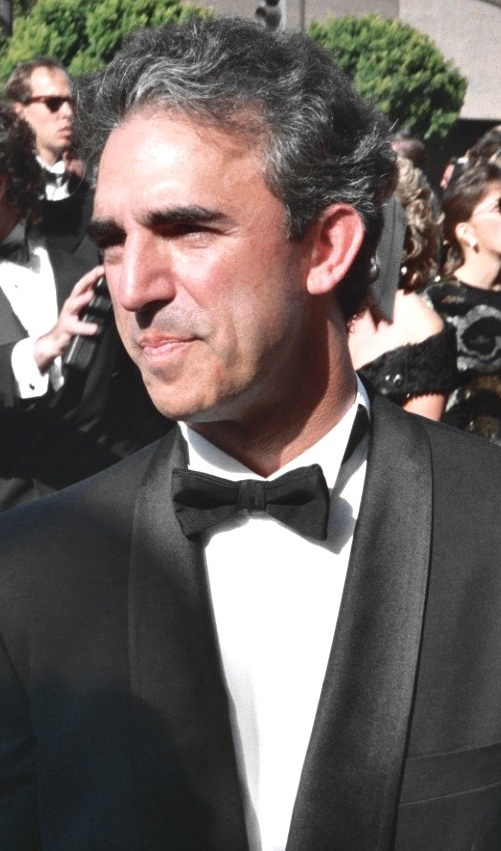
Jay Thomas (1992)

Jon Terell Thomas (* 12. Juli 1948 in Kermit, Texas; † 24. August 2017 in Santa Barbara, Kalifornien) war ein US-amerikanischer Schauspieler.

## Leben
Thomas war der Sohn von Harry T. Terrell Sr. und Katharine „Kathy“ Guzzino Terrell. Er machte seinen Schulabschluss in New Orleans.
Seine Karriere begann er als DJ in Jacksonville, Florida. Später ging er zum Fernsehen, wo er in den Serien Mork vom Ork, Cheers, Murphy Brown und Paarweise glücklich mitspielte. Für seine wiederkehrende Gastrolle in Murphy Brown wurde er 1990 und 1991 mit einem Emmy ausgezeichnet. Von 1992 bis 1995 spielte er die Hauptrolle in der Sitcom Love & War. Ab Mitte der 1990er-Jahre hatte er zudem Rollen in einigen Kinofilmen. Insgesamt war er seit 1981 in mehr als 90 Produktionen zu sehen.
Thomas starb im August 2017 im Alter von 69 Jahren in seinem Zuhause im kalifornischen Santa Barbara an den Folgen einer Krebserkrankung.
Seit 1987 war er mit Sally Michelson verheiratet; mit ihr hatte er zwei Kinder.

## Filmografie (Auswahl)

### Fernsehserien
- 1979–1981: Mork vom Ork (Mork and Mindy, 25 Episoden)
- 1985: Spenser
- 1981: Love Boat (The Love Boat, eine Episode)
- 1987: A Year in the Life (eine Episode)
- 1987–1989: Cheers (9 Episoden)
- 1989: Golden Girls (The Golden Girls, eine Episode)
- 1989–1998: Murphy Brown (9 Episoden)
- 1990–1991: Paarweise glücklich (Married People, Fernsehserie, 18 Episoden)
- 1992: Batman (Sprechrolle, eine Episode)
- 1992–1995: Love & War
- 1998: Saras aufregendes Landleben (The Simple Life, eine Episode)
- 1998–1999: Hercules (11 Episoden, Sprechrolle)
- 1999: Fantasy Island (eine Episode)
- 2002: Law & Order (eine Episode)
- 2007–2010: American Dad (2 Episoden, Sprechrolle)
- 2008: Boston Legal (eine Episode)

### Filme
- 1995: Mr. Holland’s Opus
- 1997: Das mörderische Klassenzimmer (Killing Mr. Griffin)
- 1998: Monkey Business
- 2000: Kandidatin im Kreuzfeuer (An American Daughter)
- 2002: Santa Clause 2 – Eine noch schönere Bescherung (The Santa Clause 2)
- 2006: Santa Clause 3 – Eine frostige Bescherung (The Santa Clause 3: The Escape Clause)
- 2009: (K)ein bisschen schwanger (Labor Pains)
- 2011: Horrorween